# Химадио
Химадио (грч. Χειμαδιό) је насељено место у општини Кукуш у периферији Средишња Македонија, Грчка. Према попису из 2021. године било је 102 становника.
Према бугарском географу и историчару, Василу Канчову, у Химадиу је 1900. године живело 100 Турака.  Године 1924. турско становништво је принудно исељено у Турску а на њихово место су насељене грчке избегличке породице. На попису из 1928. године Химадио је имао 109 становника. Село се раније звало Касимли.